# Parafia św. Antoniego w Pile
Parafia pw. Świętego Antoniego w Pile – parafia rzymskokatolicka z siedzibą w Pile należąca do dekanatu Piła, diecezji koszalińsko-kołobrzeskiej, metropolii szczecińsko-kamieńskiej. Została utworzona w 1951. Obsługiwana przez księży Kapucynów. Siedziba parafii mieści się przy ulicy Ludowej.

## Miejsca kultu
Kościół parafialny
Kościół pw. św. Antoniego w Pile został wybudowany w latach 1929–1930.
Kościoły filialne i kaplice
Kaplica w domu Sióstr Serafitek w Pile